# Lepiota subgracilis
Lepiota subgracilis är en svampart som beskrevs av Wasser 1978. Lepiota subgracilis ingår i släktet Lepiota och familjen Agaricaceae.  Arten är reproducerande i Sverige. Inga underarter finns listade i Catalogue of Life.